# Sutelmix
Sutelmix (Sutelmish) fou un emir del Kuhistan.
S'esmenta primer a un Saltinmish, que governava Kuhistan fins una data propera al 1350; expulsat per Malik Muizz al-Din d'Herat es va refugiar a Transoxiana i va pressionar als amirs per fer una campanya contra els karts. Posteriors mencions d'un emir de Kuhistan donen el nom de Sutelmix, i no és clar si es tracta de la mateixa persona o en tot cas es tractaria d'un fill o parent proper, el qual, cansat de les guerres amb els kart d'Herat, el 1360 va fer una estreta aliança amb Muhammad Khoja Apardi, amir de Shaburgan i van reunir un exèrcit per atacar a Malik Muizz al-Din Husayn d'Herat. Aquest per la seva part també va reunir les seves forces. Muhammad i Sutelmish van fer el jurament de que nomes veure al malik d'Herat correrien cap a ell sense aturar-se per res fins a arribar al seu costat i tallar-li el coll. Les forces dels kart es van desplaçar cap al riu Murghab, al Gharčistan, al nord-est d'Herat i es van trobar amb els turcomongols a la plana de Yapaghu; els dos aliats van intentar portar a terme el jurament corrent a cavall amb el sabre a la ma cap el seu enemic; però les fletxes enemigues els van aturar i els van deixar morts sobre la plana; l'exèrcit turcmongol sense caps, va abandonar el camp de batalla. A Muhammad Khoja Apardi el va substituir Zinda Hasham Apardi.

## Referència
- Yazdi Sharaf al-Din Ali, Zafarnama, Trad. al francès de Petis de la Croix sota el títol “Histoire de Timur Bec”